# 2013년 조선민주주의인민공화국 핵 실험

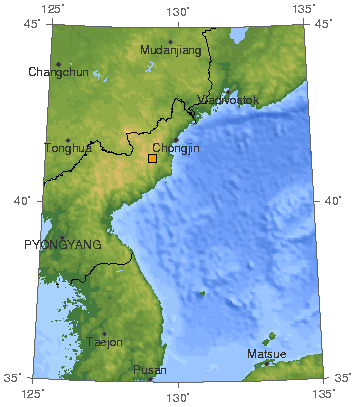
핵 실험 예상 장소 (미국 지질조사국). 위치는 길주군 근처 예상. (2009년 핵 실험 때의 사진) 41.306°N 129.029°E / 41.306; 129.029

조선민주주의인민공화국에서 2013년 2월 세 번째로 핵 실험을 진행했다. 2013년 2월 12일 오전 11시 57분 51초, 함경북도 길주군에서 규모 4.9 (미국 지질조사국은 실체파 규모 5.1)의 인공 지진이 감지되었다. 이 곳은 조선민주주의인민공화국의 핵 실험장이 있는 풍계리 부근이다.
한편 조선민주주의인민공화국은 2013년 2월 11일 오후 10시, 미국과 중국에 핵 실험을 진행 중이라고 통보하였다고 밝혔다.
이에 따라 이명박 대통령은 이날 오후 1시 국가안전보장회의를 소집하고, 군 당국은 군사대비태세를 3단계에서 2단계로 한 단계 격상했다.
한미연합군사령부도 조선민주주의인민공화국의 추가 군사도발에 대비해 워치콘을 3단계에서 2단계로 한 단계 높였다.
유엔 안전 보장 이사회는 조선민주주의인민공화국이 핵 실험을 수행했다고 발표하였다.

## 폭발력
세계적인 핵 전문가 지그프리드 헤커 2차 핵 실험의 2배 폭발력으로 추정된다고 말했다. 2차 핵 실험의 폭발력은 2∼7kt으로 추정됐기에 3차 핵 실험은 4∼14kt에 이른다는 것이 헤커 박사의 추정이다. 우리 국방부는 3차 핵실험 직후 그 파괴력을 6∼7kt으로 추정했으며 핵 실험이 성공적이지 않았다고 평가했다.
배명진 숭실대 교수는 2차 핵 실험에 비해서 소리 성분 분석을 하니까 에너지가 10.2배 증가했다면서, 2차 때 핵 폭발력이 3KT이라고 하면 이번엔 무려 30KT정도로 증대됐다고 말했다.
인공지진 규모 4.9는 기상청과 지질자원연구원, 유엔 포괄적핵실험금지조약기구(CTBTO)가 분석한 실체파 규모다. 미국 지질조사국(USGS)은 실체파 규모 5.1, 독일 연방지질자원연구소는 5.2로 모두 국내 기관보다 크게 잡았다. 독일 연방지질자원연구소는 규모 5.2에 미국 머피 공식을 적용해 폭발력이 40 kt이라고 추정했다.
2013년 2월 13일, 독일 연방지질자원연구소(BGR)는 규모 5.2, 폭발력 40 kt이라고 홈페이지에 발표했다. BGR에 따르면 북한의 핵 실험 진원지에서 8,200 km 떨어진 독일 바이에른 숲 내 핵 실험 감시 시설인 GERE에서 폭발이 일어난 지 11분 6초 만에 지진 신호가 감지됐다. GERE는 국제감시제도(IMS)의 규정에 따라 BGR이 운영하고 있다. 독일 주간지 슈피겔은 한국 국방부가 발표한 6~7kt의 위력은 정치적인 측면을 고려해 축소한 수치일 수 있다고 보도했다.
독일 연방지질자원연구소(BGR) 분석
- 2006년 북한 1차 핵 실험, 규모 4.2, 핵출력 TNT 2 kt
- 2009년 북한 2차 핵 실험, 규모 4.8, 핵출력 TNT 13 kt
- 2013년 북한 3차 핵 실험, 규모 5.2, 핵출력 TNT 40 kt

1962년 미국 네바다 핵 실험장의 세단 핵 실험은 핵출력 TNT 104 kt의 수소폭탄을 터뜨려, 리히터 규모 4.75의 인공지진이 발생했다.

## 이란
2010년 10월 30일, 이란 혁명수비대원이면서 미 중앙정보국(CIA)의 첩보원으로 일하다 망명했던 레자 카릴리는 <폭스뉴스> 인터넷판 기고에서 북한과 이란이 공동으로 핵실험을 한다는 데 동의했다고 주장했다. ‘레자 칼릴’이라는 필명을 쓰는 전직 미 중앙정보국(CIA) 요원은 폭스뉴스 인터넷판에 기고한 글에서 이란 내부 보고서를 인용, 북한이 이란으로부터 상당한 재정 지원을 받는 대가로 양국이 북한에서 공동 핵실험을 하기로 합의했다고 밝혔다. 그는 이와 관련해 일단의 이란 핵과학자들이 북한에 파견됐다고 덧붙였다.
2013년 2월 17일, 영국 선데이 타임스는 "북한의 3차 핵실험 당시 현장에는 이란의 핵무기 개발 총책임자인 모흐센 파크리자데 박사가 참관했던 것으로 알려졌다"고 서방 정보기관을 인용해 보도했다.
2013년 2월 18일, 월드 트리뷴은 ‘북한 핵실험, 최종 주요 사용자(key end-user)인 이란이 비용 제공’이라는 제목으로 다음과 같이 보도했다. "지난 2월 12일 북한의 핵실험은 이란을 위한 것으로, 이란에서 비용을 받았다." "3차 핵실험을 실시한 함경북도 길주군 풍계리 핵실험장에는 이란 과학자들이 대거 참석했다. 현장에는 ‘이례적으로’ 거대한 인공위성 통신장비도 발사장 입구에 마련됐는데, 이는 북한·이란 합작 무기의 테스트이기 때문이다."
일본 교도통신은 "이란은 2012년 11월 북한 측에 '핵실험을 현장에서 지켜보고 싶다'는 뜻을 밝히면서 수천만 달러를 중국 위안화로 지급하겠다고 했다"고 보도했다.
이런 공동 핵실험은 원래 이스라엘과 프랑스가 채택했던 방식이다. 프랑스 원자력청의 청장이던 프란시스 페린은 나중에 인터뷰를 통해 1950년대에 프랑스와 이스라엘 팀은 공동으로 핵폭탄 설계를 했고, 2차대전 중 미국에서 입수한 기술을 근거로 연구했다고 털어놓았다.
2015년 7월 14일 이란 핵협정이 체결되었다.

## 조선민주주의인민공화국 발언 논란
한편, 2013년 2월 20일에 스위스 제네바에서 열린 유엔 군축회의에서 조선민주주의인민공화국 대표 (조선민주주의인민공화국 대표부 서기관 전용룡)는 이렇게 말하였다.
"하룻강아지 범 무서운 줄 모른다는 말처럼 대한민국의 변덕스러운 행동은 대한민국의 최종 파괴(final destruction)를 일으킬 뿐이다. 3차 핵 실험은 자주권 수호 목적에서 진행됐으며, 미국이 끝까지 조선민주주의인민공화국에 대해 적대적으로 접근한다면 계속해서 강력한 조치를 취할 수밖에 없다."

또, 조선민주주의인민공화국 선전용 사이트 "우리민족끼리"는 유튜브에 미국 오바마 대통령이 화염에 휩싸이는 동영상도 공개하였다. '미국의 덕'이라는 제목의 영상물은 미국 때문에 핵 실험을 하게 됐다고 주장했다.

### "최종 파괴" 언급에 대한 외국의 반응
- 영국 -“파괴에 대한 언급은 대단히 부적절한 발언이다”
- 미국 -“파괴를 예고한다는 표현은 매우 듣기 안좋다"
- 러시아,  중국 -“유엔 안전 보장 이사회가 취할 조선민주주의인민공화국 제재는 전적으로 핵 비확산과 연관돼야 하며 조선민주주의인민공화국과의 정상적 통상ㆍ경제관계를 건드리는 제재에는 지지하지 않을 것이다”

## 같이 보기
- 2006년 조선민주주의인민공화국 핵 실험
- 2009년 조선민주주의인민공화국 핵 실험
- 2016년 1월 조선민주주의인민공화국 핵 실험
- 조선민주주의인민공화국의 대량살상무기 문제
- 6자 회담
- 핵 실험
- 조선민주주의인민공화국